# Ławica Orla
Ławica Orla (niem. Adlergrund) – ławica w Niemczech; najpłytsza z ławic Morza Bałtyckiego, której minimalna głębokość wynosi 5 m. Rozciąga się na północny wschód od przylądku Arkona (Rugia) i na południowy zachód od wyspy Bornholm; przedłużenie Ławicy Rønne. Rezerwat morski Schutzgebiet Adlergrund obejmuje powierzchnię ok. 234 km² ławicy o głębokości 7–35 m. 
W latach 1884–1914 oraz 1922–1941 na Ławicy pełniły służbę latarniowce Adlergrund.
W 1949 roku wprowadzono urzędowo rozporządzeniem polską nazwę Orla Ławica, zastępując poprzednią niemiecką nazwę Adlergrund, jednak ławica ta nigdy nie znajdowała się na polskich wodach terytorialnych, czy w polskiej wyłącznej strefie ekonomicznej.
Planuje się wybudowanie jednej lub dwóch farm wiatrowych na Ławicy Orlej w ramach Wind Energy Network Rostock.